# ユニット・オブ・アカウント
ユニット・オブ・アカウント（英語: unit of account、UA）は、経済学並びに財務・会計における用語。
経済学におけるユニット・オブ・アカウント（価値尺度）とは、貨幣の機能の1つである。物の価値は、特定の通貨を単位として測定される。これにより、商品・サービス・資産・負債・労働・収入・費用など、さまざまなものを相互に比較することが可能となる。この機能によって、利益・損失・負債・資産に価値が与えられる。価値の尺度として使われる、主要通貨や実態のない通貨を示すユニット・オブ・アカウントのことを、日本語では計算貨幣（計算単位）と表記することがある。
財務会計におけるユニット・オブ・アカウント（会計単位）は、財務諸表で報告される特定の資産と負債を記述するために使用される数字を指す。財務会計や経済学では、価値尺度と計算単位は同義語として扱われることがある。
歴史的に、多くの取引価格は、ユニット・オブ・アカウント（以下、UA）の数量を使用して合意されていた。実際の支払いは、合意された金額に相当する他の通貨や商品によってなされる場合もある。

## 経済学
企業体は、UAを用いることで価格・費用・利益をある程度可視化し、自らのパフォーマンスをモニタリングしている。これにより、株主は過去の業績を理解し、将来の収益性を把握することが可能になっている。比較的安定した測定単位としての貨幣の使用は、市場経済を効率化させる傾向がある。 
歴史的に、価格はUAとして使用される支配的な通貨で与えられることが多かったが、取引は実際には利用可能なさまざまなコイン、そして多くの場合商品を使用して決済され、すべてUAでの価値に変換された。多くの国際取引は、国家的価値（ほとんどの場合、米ドルまたはユーロで表される）を使用して、この方法で決済され続けるが、実際の決済は別の方法で行われる。
取得原価主義では、通貨は非ハイパーインフレ時には実質価値が完全に安定していることを仮定しており、この前提の下では安定した測定単位が適用される。インフレとデフレの間、購買力または金銭的価値の実質価値を一定に維持する必要がある場合、日次消費者物価指数（日次CPI）、またはマネタイズされた日次インデックス付きUAを使用して、貨幣価値を日次でインデックス化可能である。 

### 問題
普通、お金は実質価値で完全に安定することは決してない。これは、安定した測定単位の仮定に基づく従来の取得原価会計の根本的な問題である。
経済学のUAは、物価の上下により、お金は実質価値が長期にわたって完全に安定することはまずないという罠に苦慮している。インフレは、古典的会計の基礎である、UAの実質価値が安定しているという前提を破壊する。このような状況では、会計帳簿に登録されている取得値は、異なる単位で測定される異質な金額となる。事前の修正なしに従来の会計方法でこのようなデータを使用すると、混乱を招く（または無意味な）結果につながる可能性がある。

### 歴史
歴史的な計算単位（計算貨幣）の例としては、1302年から1794年までフランスで（鋳造時期ではなく）使用された、リーブル硬貨が含まれる。 14世紀には、ナポリはグロシ・ギリアティを使用し、ボヘミアではプラハ・グロシュが使用された。
いつの時点においても、1つの地域には、その地域の通貨、銀貨、時には金貨を基にした2～3つの単位が存在し、それぞれの単位が240:12:1の比率で£sd単位で表現されることが多かった。フィレンツェの金フローリン、フランスフラン、選挙人用のレインガルデンは、すべてポンド（240デナリ）に置き換えられた。元のコインの構成と利用度合いが変わったにもかかわらず、UAが100年以上存続することはしばしばあった（例：カスティーリャ・マラヴェディ）。 
現代のUAは、1979年から1998年まで欧州連合で使用されていた欧州通貨単位である。 1999年に置き換えられたユーロも、2002年に紙幣と硬貨が導入されるまでは、貨幣としての実体を持たないUAであった。
UAは、ヘーグ・ヴィスビー・ルールが適用される物品契約の運送に関連する運送業者または船主の責任限度額を計算する、主要な方法である。
経済学では、経済活動を統計的に表現するために標準UAが使用される。GDPやCPIなどの指数は非常に多岐にわたるため、標準UAなくしてまとめることができない。これらの数値は、集計された後、特に金融政策と財政政策など、政府の政策の指針として使用されることが多い。
政策の機会費用を計算する際に、標準UAにより、合成財が算出可能となる。合成財とは、一次財によって実現されない他のすべての機会の集合体を表す理論的な抽象化である。これにより、経済的決定の利益を、直接参照することなく、その社会で考えられる他のすべての商品のコストと比較検討することが可能となる。多くの場合、これはお金で最も簡単に達成される。

## 財務
アメリカのビジネスモデルによれば、財務会計でUAを使用すると、投資家は最高の収益率を提供する企業に資本を投資することができる。管理会計でUAを用いると、企業は活動の中でも最高の利益を生み出すものを選択することができる。

## 会計
財務会計におけるUA（勘定科目）は、財務諸表で報告される具体的な資産や負債を測定するための単位ではなく、それらを表現するために用いられる言葉のことを指す。つまり、UAは認識または表示の対象を指し、測定単位はそれを測定するためのツールを指すものである。
測定単位とUAは、財務会計と経済学の同義語として扱われることがある。財務会計の測定単位は、使用される通貨単位を指す。つまり、時間の経過に伴う購買力の変化に合わせて調整される単位ではなく、名目上の金額単位にするべきかどうかである。